# 圖皮薩
圖皮薩（西班牙語：Tupiza）是玻利維亞南部波托西省南奇查斯县的市鎮，并为该县的县府所在地。距離省会波托西208公里，海拔高度3,160米，每年平均降雨量300毫米。市镇面積为10平方公里，2012年人口数量为44,653人。

## 外部連結
- Tupiza City, Nuestrapiza（西班牙文） （页面存档备份，存于）
- Tupiza profile（页面存档备份，存于）
- Tupiza pics, additional materials